# Brem-sur-Mer
Brem-sur-Mer es una estación balnearia y comuna francés, situado en el departamento de la Vandea y en la región de los Países del Loira. Sus habitantes se denominan bremeses, en francés, Bremois.
La ciudad de Brem-sur-Mer es el resultado de la unificación en 1974 de la ciudad de Saint Nicolas de Brem con Saint Martin de Brem.

## Demografía

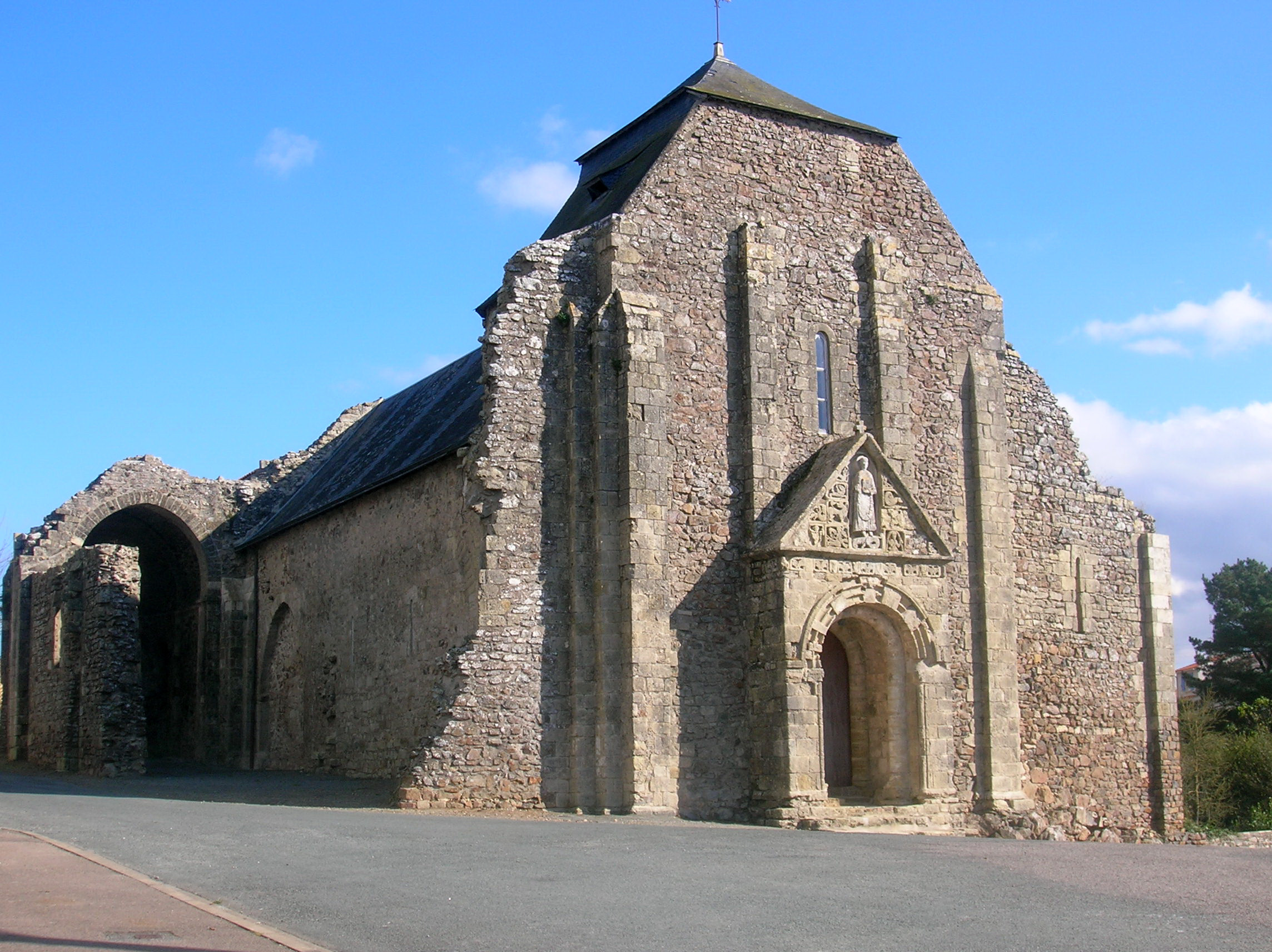
Iglesia de San Nicolás.

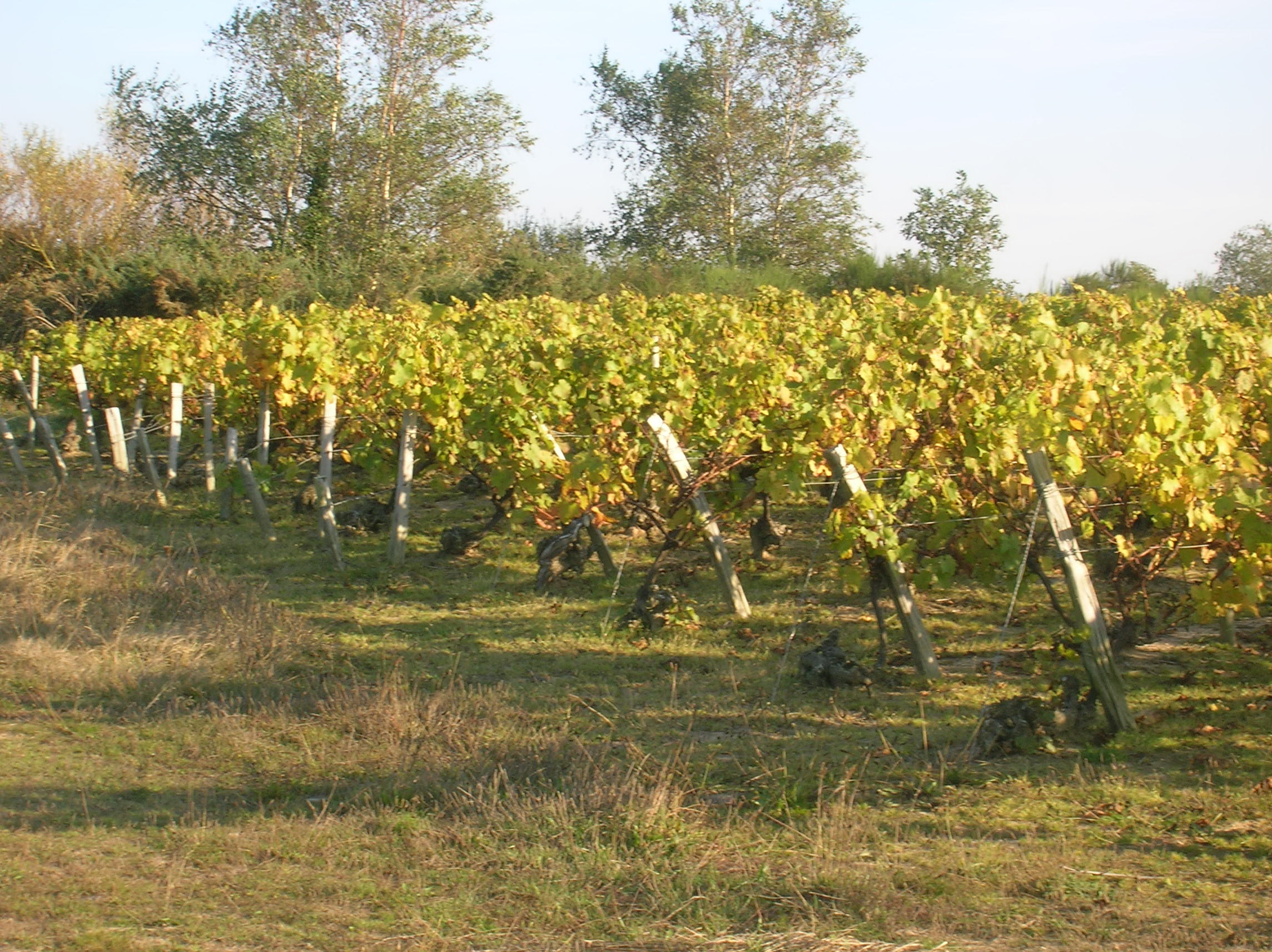
Viña.

| 986 | 1018 | 1161 | 1425 | 1709 | 2054 | 2516 |
| Para los censos de 1962 a 1999 la población legal corresponde a la población sin duplicidades (Fuente: INSEE [Consultar]) |      |      |      |      |      |      |